# Store

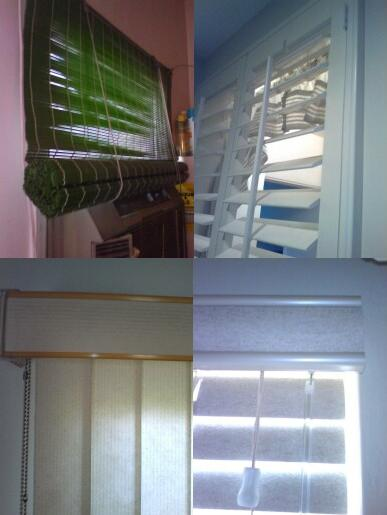
Quelques types de stores d'intérieur

Un store est un dispositif mobile destiné à protéger une fenêtre. Ce type de couvre-fenêtre se manœuvre à la main ou grâce à un mécanisme, de haut en bas ou horizontalement.
La fonction du store est différente suivant sa position par rapport à la fenêtre : à l'intérieur, il est destiné à apprivoiser la lumière et couper la vue depuis l'extérieur, tandis que le store placé à l'extérieur a pour fonction première de se protéger du soleil.

## Origine du mot
Le mot Store vient du latin storea signifiant natte.

## Variétés de stores

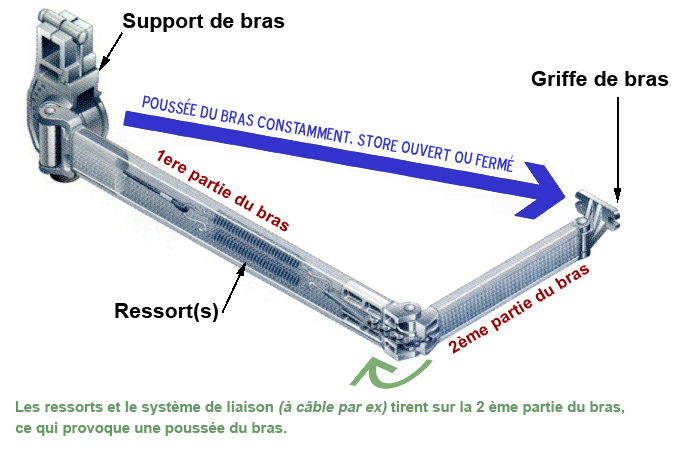
Visualisation des ressorts des bras de store

Il existe différents types de store, de qualités fonctionnelles distinctes. Parmi ceux-ci, on peut citer :
Store pour l'extérieur
- Les stores verticaux appelés stores « screen » ou stores « écran ».
- Les stores à bras droit (store à projection appelé aussi store à l'italienne).
- Les stores à bras articulés (store loggia, store coffre[1], cassette, store banne[2]).

Store pour l'intérieur
- Les stores volets et rideaux (enrouleur à toile, store vénitien, store bateau, stores de toit, panneau japonais[3]).
- Les stores à bandes verticales (appelé store californien).
- Les stores plissés.

Les stores peuvent être manuels ou automatisés, à fixer ou à clipser.
Contrairement aux pergolas ou aux autres solutions d'ombrages amovibles, le  store banne, coffre ou monobloc, est rétractable. Cela permet souvent d'allonger la durée de vie de ce produit.